# Álgebra no asociativa
Las álgebras no asociativas son álgebras que aplican específicamente a estructuras matemáticas (como cuerpos u anillos) en las cuales la propiedad de asociatividad no se define o no tienen por qué cumplirse, es decir: las operaciones
{\displaystyle \left(a_{1}\otimes a_{2}\right)\otimes \ a_{3}}

y

{\displaystyle a_{1}\otimes \left(a_{2}\otimes \ a_{3}\right)}

no tienen necesariamente el mismo resultado, para un operador de producto {\displaystyle \otimes }. Por ejemplo, en un álgebra no asociativa que operara sobre los reales, las expresiones {\displaystyle (5*3)*9} y {\displaystyle 5*(3*9)} tendrían diferentes resultados.
Las estructuras en las cuales operan álgebras no asociativas son llamadas análogamente estructuras no asociativas.
El hecho que una estructura algebraica sea no asociativa, no impide que pueda ser conmutativa, o incluso, distributiva, pero sí puede impedir la existencia de elementos neutros absolutos.
Un ejemplo comúnmente usado actualmente de álgebras no asociativas es la de los octoniones (una extensión de los cuaterniones).
Otro ejemplo son las álgebras de Jordan.
Los cuerpos o estructuras algebraicas que operan en forma no asociativa reciben actualmente poca atención respecto de aquellos que respetan la propiedad asociativa.